# John Mackey
John Mackey (New York, 24 settembre 1941 – Baltimora, 6 luglio 2011) è stato un giocatore di football americano statunitense che ha giocato nel ruolo di tight end per la maggior parte della carriera coi Baltimore Colts della National Football League (NFL). È stato inserito nella Pro Football Hall of Fame nel 1992.

## Carriera professionistica
Mackey si unì ai Colts nel dopo essere stato scelto nel secondo giro del Draft NFL 1963 e rivoluzionò il ruolo di tight end entro il 1966. Durante la stagione '66, dei nove touchdown che segnò, sei furono da oltre 50 yard, diventando uno dei ricevitori principali di Johnny Unitas nella seconda parte della carriera del quarterback. Per due volte Mackey terminò una stagione con una media di oltre 20 yard a ricezione, e nei suoi dieci anni di carriera terminò con una media di 15,8, altissima per un giocatore nel ruolo di tight end.
Mackey mostrò anche una notevole velocità per essere un tight end, tanto che per una stagione, i Colts decisero di utilizzarlo anche come kick returner. Egli ritornò 9 kickoffs per 271 yard, a un'altissima media di 30,1 yard a ritorno
Anche se gli infortuni lo forzarono a un ritiro anticipato, Mackey dimostrò di essere un giocatore estremamente solida, saltando una sola gara nei suoi dieci anni di carriera.
Nel 1992, Mackey divenne solamente il secondo tight end puro ad essere indotto nella Pro Football Hall of Fame. Il primo era stato Mike Ditka dei Chicago Bears quattro anni prima, ma si è speculato che il fatto che Mackey fosse in quegli anni un dirigenti di alto livello dell'Associazione Giocatori della NFL abbia ritardato la sua introduzione.

### Super Bowl V
Nel Super Bowl V giocato il 17 gennaio 1971, Mackey fu il protagonista di una delle giocate più famose nella storia del Super Bowl, ricevendo un passaggio da Johnny Unitas dopo che il pallone prima sfuggì dalle mani del ricevitore Eddie Hinton e poi fu afferrata temporaneamente con la punta delle dita dal defensive back All-Pro dei Dallas Cowboys Mel Renfro. La palla carambolò nuovamente tra le braccia in attesa di Mackey, che corse senza essere toccato per l'allora record del Super Bowl di 75 yard in touchdown. Baltimore vinse la partita, 16–13, grazie a un field goal di Jim O'Brien da 32 yard con 5 secondi rimanenti.

## Palmarès
- Vincitore del Super Bowl V
- (5) Pro Bowl (1963, 1965, 1966, 1967, 1968)
- (3) All-Pro (1966, 1967, 1968)
- Formazione ideale della NFL degli anni 1960
- Classificato al #42 tra i migliori cento giocatori di tutti i tempi da NFL.com
- Formazione ideale del 100º anniversario della National Football League
- Pro Football Hall of Fame (dal 1992)